# Ptičje strašilo
Ptičje strašilo je preprosta oblika lutke, ki spominja na človeka in je namenjeno odganjanju ptic, ki se hranijo s semeni bilk na poljih ali njivah. S tem namenom so redka strašila so umetelno izdelana, včasih se kmetovalci zadovoljijo s svetlečimi predmeti, ki se v vetru premikajo, ali pa s preprostimi krpami, obešenimi na palico.
Za odganjanje ptic služi tudi klopotec.